# Piscivoor
Piscivoor betekent visetend, en is een term in de biologie die gebruikt wordt voor carnivore dieren die vrijwel uitsluitend leven van vissen. Het gaat om uiteenlopende diergroepen, zoals vogels, zoogdieren en reptielen zoals krokodilachtigen.

## Voorbeelden

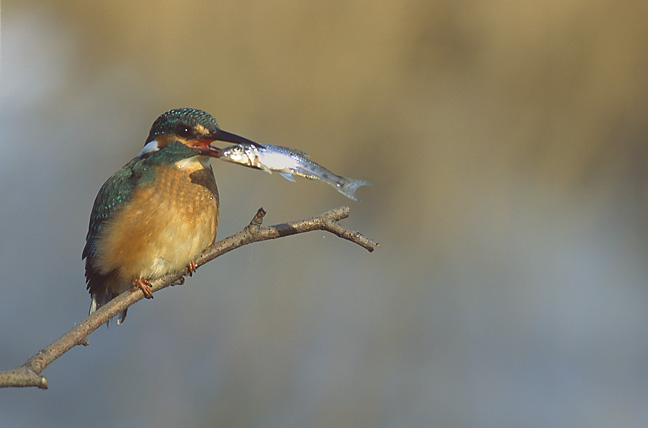
IJsvogel
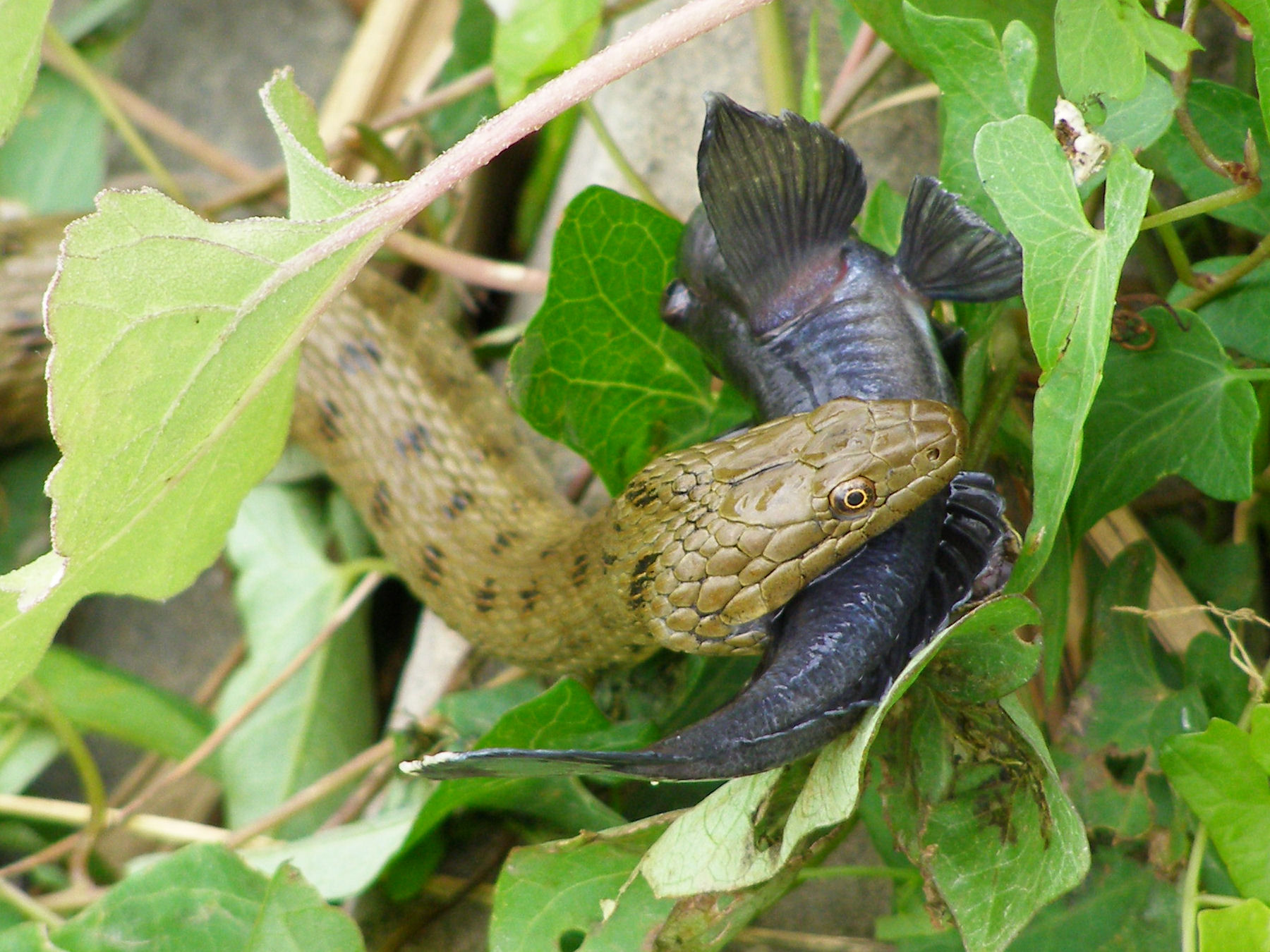
Dobbelsteenslang
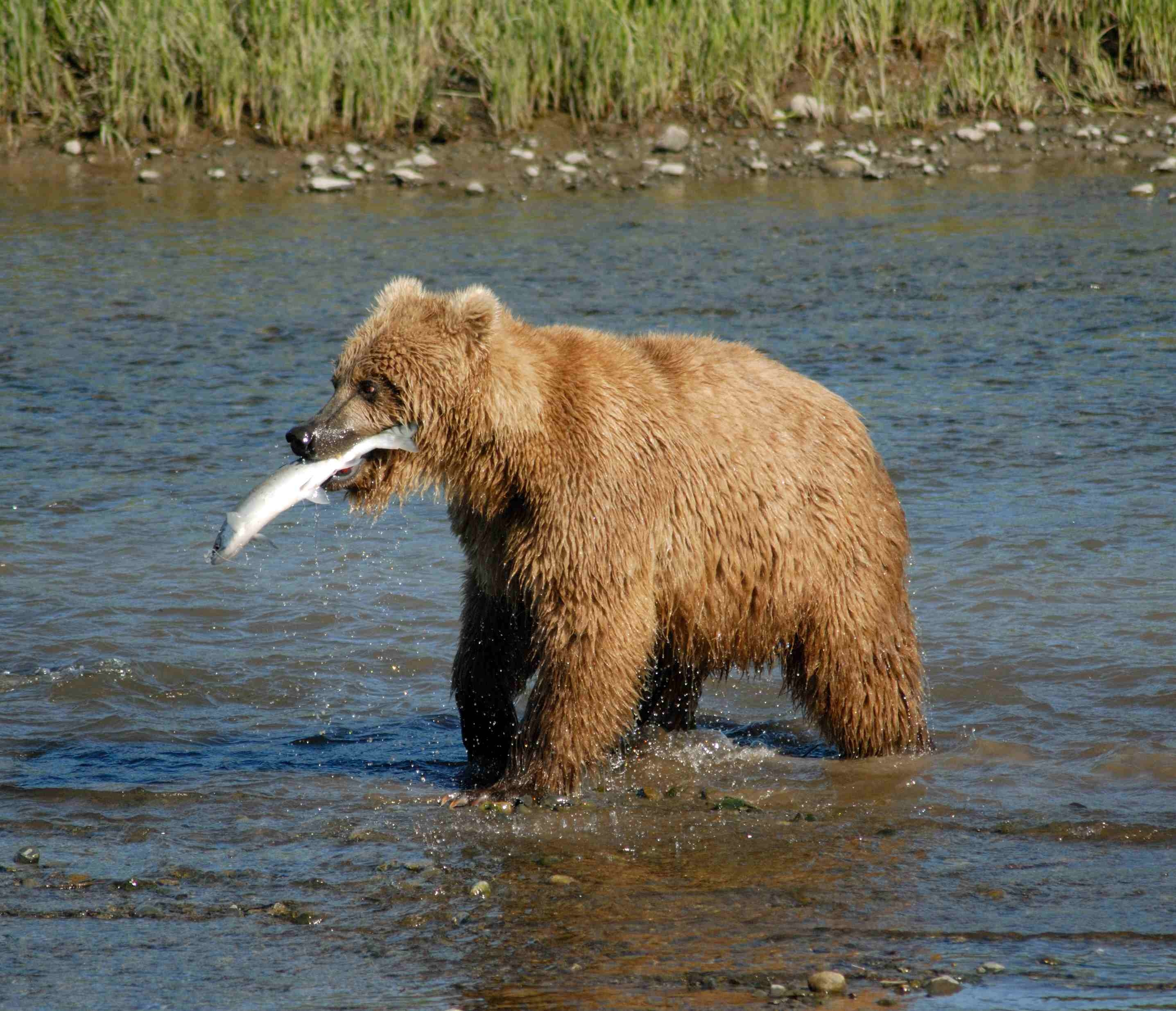
Bruine beer
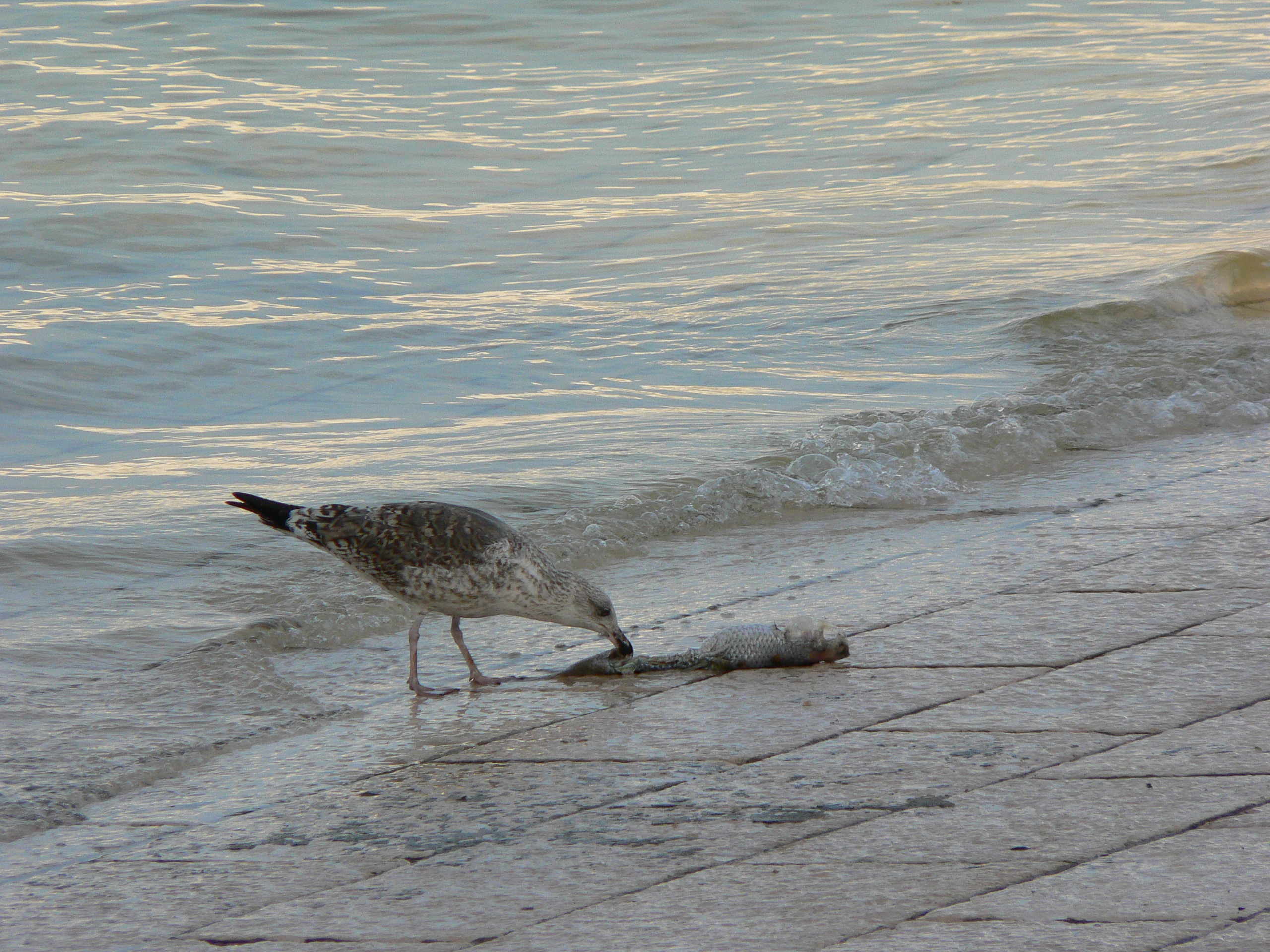
Meeuw